# منتخب أستراليا تحت 19 سنة لكرة السلة
منتخب أستراليا تحت 19 سنة لكرة السلة (بالإنجليزية: Australia national under-19 basketball team)‏ هو ممثل أستراليا الرسمي في المنافسات الدولية في كرة السلة تحت 19 سنة.